# 要做夫
要做夫（やる夫）是2channel和網路上廣為流傳的ASCII藝術角色。
本條目含有要做夫為首的各式ASCII藝術，也會提到好幾個在網路討論串上創作故事的作品，該類作品稱為要做夫文。

## 作為ASCII藝術角色的要做夫
2005年12月1日，2channel上發布一篇標題為「⊂二二二（　＾ω＾）二⊃ﾌﾞｰﾝのガイドライン6」的討論串，其中出現一幅ASCII藝術，特寫了ASCII藝術角色內藤地平線（内藤ホライゾン）的臉部，該作品是「要做夫」ASCII藝術形象的原型。
之後在2006年7月8日，2channel的新聞速報版發布了 一篇標題為「那我要在新聞速報版發喔！之指導方針」的討論串，要做夫出現在該討論串第一樓，「本來想發在新聞速報VIP版，可是那裡沒人要理自己，所以就發在普通新聞速報版」作為代表此意涵的角色誕生。
那時候要做夫還只是沒名字的角色，被人隨便稱為龜頭之類的名字，不過後來在新聞速報VIP版上，發布了一篇標題為「差不多該替這傢伙取個名字了」的討論串，才終於命名此角色為「要做夫」。儘管後續還是出現不同的名字，但大致上已經底定稱為「要做夫」。
在那之後，要做夫被當成「煩人」的角色使用，在2channel和統整網站的傳播下逐漸知名。另外，根據日本網路公司NTT Resonent於2009年的調查「常常在網路上看到，但不懂是什麼意思的網路用語排行榜」在其中排名第4。
還有像是「不做夫（やらない夫）」之類的衍生角色也陸續誕生。不做夫是把要做夫的臉部嫁接到陰莖上的ASCII藝術創作角色。

### 要做夫的ASCII藝術形象
```
　 　 　　　＿＿＿_ 
　 　　　／　　 　 　＼ 
　　　／　 _ノ 　ヽ､_　 ＼ 
　 ／ oﾟ(（●）) (（●）)ﾟo ＼ 　其實是想發在新聞速報VIP版喔……
　 |　　　　 （__人__）　　　　| 
　 ＼　　 　 ｀ ⌒´ 　 　 ／

　 　 　　　＿＿＿_ 
　 　　　／　　 　 　＼ 
　　　／　 _ノ 　ヽ､_　 ＼ 
　 ／ 　oﾟ⌒　　　⌒ﾟo　 ＼ 　可是VIP版的人要求太高了，沒人願意理我喔…… 
　 |　　　　 （__人__）　　　　|　　 
　 ＼　　 　 ｀ ⌒´ 　 　 ／

　 　 　　　＿＿＿_ 
　 　　　／⌒　　⌒＼ 
　　　／（ ●） 　（●）＼ 
　 ／::::::⌒（__人__）⌒::::: ＼ 　　所以就發在普通新聞速報版喔！ 
　 |　　　　　|r┬-|　　　　　| 
　 ＼ 　　 　 `ー'´ 　 　 ／

```

## 要做夫文
從1990年代2channel開站後，就很流行使用簡單的ASCII藝術來溝通或是創作內容，2channel也在2002年增設了「長篇ASCII藝術版」。
最開始用要做夫創作故事的討論串發布於2007年7月，其標題為「參加了把蒲公英放在生魚片上的就職考試喔！！！」此後2channel上發布了很多「要做夫要去做○○喔」的系列文。這些使用要做夫的ASCII藝術的討論串，被稱為「要做夫系列文（やる夫シリーズ）」或是「要做夫文（やる夫スレ）」。「要做夫文」這類型的作品也會使用既有動漫畫作品的ASCII藝術，讀者與作者之間的距離接近，發展為一種二次創作社群。另外，隨著ASCII藝術的進化，要做夫的呈現方式也變得多采多姿。作品類型也是五花八門，從搞笑、奇幻到戀愛喜劇，甚至連充滿故事性的作品都有。
2008年左右「跟要做夫一起學○○」這種講解歷史和雜學的要做夫系列文，又再度引起話題。此類用要做夫講解內容的討論串，最早能追溯到2008年，一篇發布在新聞速報VIP版，名為「跟要做夫一起學音樂史」的文章。
此外，甚至有作家從要做夫文發跡，或是整篇文被改編成小說或是漫畫，諸如此類要做夫拓展到不同媒體上的事例。

### 要做夫文的發展
2008年7月4日NHK撥放的節目「THE☆NET STAR！」有討論到要做夫的ASCII藝術作品，節目中主要介紹兩篇要做夫文「跟要做夫學次級貸款」和「要做夫好像想當聲優」，由聲優若本規夫飾演要做夫和不做夫。節目結束後，要做夫還登上該節目官方網站。不過，由於沒有註明來源就引用著作，於2009年4月1日自官方網站上移除。
2008年12月30日「周刊ASCII」當期刊登的特輯「2008年網路事件簿25」介紹了網路上發生的各式各樣的事件，其中描述要做夫文為「掀起空前潮流」。此外，周刊ASCII還推薦了以下三篇要做夫文「要做夫好像被迫參加大逃殺遊戲」「跟要做夫學次級貸款」「要做夫好像想成為德川家康」。
2009年6月9日周刊雜誌「SPA!」當期刊登的特輯，裡面撰寫一了篇標題為「炙熱的要做夫！令人感動的色情描寫」的報導。該報導中提到兩篇要做夫文「要做夫好像要挑戰無性婚姻」「要做夫好像對SM風俗店有興趣」
2009年8月25日於Niconico直播中，插畫家天野喜孝繪製了要做夫的插畫。在天野流的改編下，要做夫化身為全身覆滿毛，面容粗曠，穿著無袖背心的生物。
2009年8月29日鱷魚圖書從2channel營運方取得出版權，出版了一本書，彙整各種要做夫的ASCII藝術作品，第一卷的副標題是「工作·業界篇」。
2016年原為要做夫文的作品「哥布林殺手」出版成書，並於2018年動畫化。
2019年原為要做夫文創作者的作家坂上泉獲得第26屆（2019年）「松本清張獎」
2019年四部原為要做夫文的熱門作品，「朝比奈若葉和○○的男友」「你是不會死的披灰魔女」「瘋狂·廚房」「秋人好像要抽卡」經各自作者修改後，作為發跡論壇的創作，由角川多玩國的MF文庫J以及KADOKAWA BOOKS改編為小說和漫畫出版。